# دکترای علوم شوروی

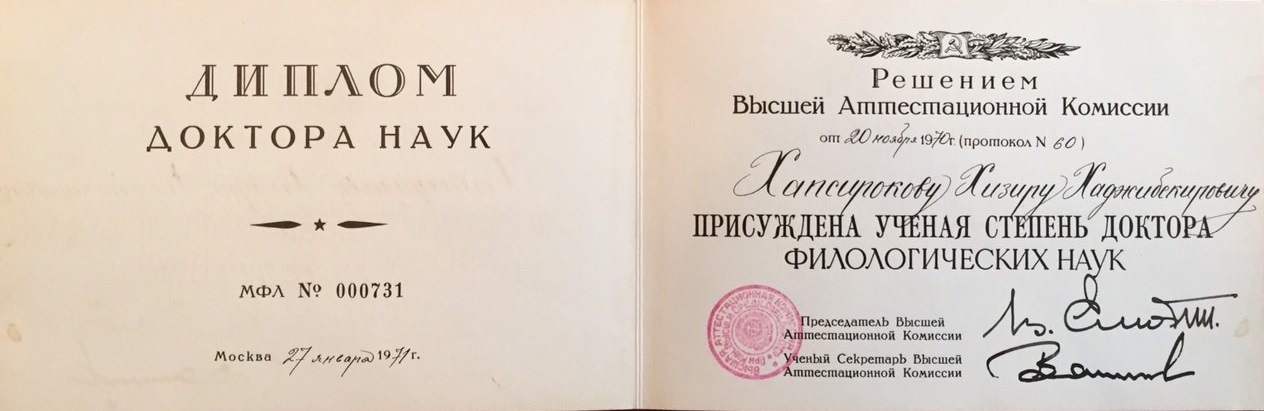
گواهی دکترای علوم شوروی

دکترای علوم  یک مدرک دکترای عالی است که در امپراتوری روسیه، اتحاد جماهیر شوروی و بسیاری از کشورهای مستقل مشترک المنافع اعطا می‌شد. در حال حاضر در برخی از کشورهای پس از فروپاشی شوروی، به ویژه روسیه و بلاروس، اعطا می‌شود. یکی از پیش‌نیازهای دریافت مدرک دکترای علوم، اخذ مدرک معادل دکترا است. علاوه بر این، اعطای دکترای علوم مستلزم آن است که متقاضیان سهم قابل توجه و برجسته‌ای در زمینه تحقیقاتی خود داشته باشند. این مدرک عموماً به عنوان مدرکی برای یک عمر دستاوردهای دانشگاهی در نظر گرفته می‌شود، نه یک مدرک دانشگاهی معمولی که از طریق دوره‌ها و پایان‌نامه‌ها به دست می‌آید.

## تاریخچه
مدرک دکترای علوم در سال ۱۸۱۹ در امپراتوری روسیه معرفی و در سال ۱۹۱۷ لغو شد. بعداً در ۱۳ ژانویه ۱۹۳۴ توسط شورای کمیسرهای خلق اتحاد جماهیر شوروی در اتحاد جماهیر شوروی احیا شد. در همان تصمیم، یک مدرک پایین‌تر، " کاندیدات علوم "، که تقریباً معادل روسی دکترای پژوهشی در سایر کشورها است، برای اولین بار معرفی شد. این سیستم به‌طور کلی توسط اتحاد جماهیر شوروی /روسیه و بسیاری از کشورهای پساشوروی/بلوک شرق، از جمله بلغارستان، بلاروس، چکسلواکی سابق، قزاقستان، لهستان و اوکراین، پذیرفته شد. با این حال، از دهه ۱۹۹۰، بسیاری از کشورهای پساشوروی دیگر مدرک دکترای علوم اعطا نمی‌کنند.
کشورهایی که هنوز مدرک دکترای علوم اعطا می‌کنند، بوسنی و هرزگوین، کرواسی، مونته‌نگرو، مقدونیه شمالی، صربستان و اسلوونی، از فرایند بولونیا پیروی می‌کنند و بنابراین، مدرک دکترای علوم معادل دکترا یا دکترای بالاتر است، بسته به موسسه‌ای که مدرک را اعطا می‌کند.

## پذیرش
مدارک دکترای علوم توسط یک آژانس دولتی ملی به نام یا کمیسیون عالی گواهی، به توصیه یک کمیته تخصصی پایان‌نامه که داوطلب در مقابل آن از پایان‌نامه خود دفاع کرده است، اعطا می‌شود. چنین کمیته‌هایی در مؤسسات دانشگاهی با سابقه تحقیقاتی قوی ایجاد می‌شوند و کمیته‌ها باید توسط واک تأیید شوند. تعداد کل اعضای کمیته معمولاً حدود ۲۰ نفر است که همگی دارای مدرک دکترای علوم هستند. حوزه تخصصی تحقیق حداقل پنج عضو کمیته باید با مشخصات مطالب ارائه شده توسط داوطلب دکترا برای بررسی مطابقت داشته باشد. داوطلب باید تحقیقات مستقلی انجام دهد؛ بنابراین، هیچ استاد راهنمای دانشگاهی مورد نیاز نیست و معمولاً داوطلب خود یک محقق شناخته شده است و دانشجویان دکترا را در حین کار بر روی پایان‌نامه دکترای علوم خود راهنمایی می‌کند. با این حال، روال عادی این است که یک مشاور باتجربه برای کمک به محقق در شناسایی مشکل تحقیق و یافتن رویکردی برای حل آن منصوب شود، اگرچه این از نظر فنی به عنوان نظارت در نظر گرفته نمی‌شود.
رویه‌های اعطای مدرک تحصیلی کاندید و دکتر رسمی‌تر و متفاوت‌تر از اعطای مدرک دکترا در دانشگاه‌های غربی است. به‌طور خاص، برای دکتر، مؤسسه دانشگاهی که محقق به عنوان کاندیدای دکترا به آن وابسته است، باید بررسی اولیه‌ای از نتایج تحقیق و سهم شخصی داوطلب انجام دهد و بسته به یافته‌ها، تصمیم بگیرد که آیا حمایت رسمی ارائه دهد یا خیر. طبق تعریف، این مدرک بسیار معتبر فقط برای سهم قابل توجه در علم و/یا فناوری بر اساس دفاع عمومی از یک پایان‌نامه، تک‌نگاری یا (در موارد نادر) مجموعه‌ای از انتشارات برجسته در مجلات معتبر اعطا می‌شود. دفاع باید در جلسه کمیته تخصصی پایان‌نامه که توسط واک تأیید شده است، برگزار شود. قبل از دفاع، سه داور که خود دارای مدرک دکترای علوم هستند (به اصطلاح "مخالفان رسمی") باید ارزیابی‌های کتبی و انگیزه‌دار خود را از پایان‌نامه ارائه دهند. یک ارزیابی مشابه دیگر نیز باید توسط یک دانشگاه یا مؤسسه دانشگاهی که در همان زمینه علمی یا فناوری فعالیت می‌کند، ارائه شود و چندین داور دیگر باید خلاصه‌ای از نتیجه‌گیری‌های خود را بر اساس خلاصه پایان‌نامه (معمولاً یک بروشور ۳۲ صفحه‌ای در علوم طبیعی و ۴۸ صفحه در علوم اجتماعی) ارسال کنند.
در اتحاد جماهیر شوروی سابق، این مدرک، مدرکی کافی برای استاد تمام دائمی در هر مؤسسه آموزش عالی محسوب می‌شد. مگر اینکه یک فرد دانشگاهی دارای مدرک دکترای علوم باشد، او تنها در صورتی می‌تواند به مقام استاد تمام برسد که حداقل یک کتاب درسی منتشر شده و مورد قبول عموم را تألیف کند، دارای مدرک کاندیدات ناوک باشد و ۱۵ سال یا بیشتر سابقه تدریس برجسته در سطح دانشگاه داشته باشد. در مقابل، دارنده مدرک دکترای علوم می‌تواند تنها پس از یک سال سابقه تدریس در یک موقعیت هیئت علمی غیر دائمی، به مقام استاد تمام دائمی برسد. مدرک دکترای علوم همچنین دارندگان آن را قادر می‌سازد تا رتبه علمی استادی اعطا شده توسط واک یا رتبه استاد آکادمی علوم روسیه، رتبه‌ای که در سال ۲۰۱۵ تأسیس شد، را کسب کنند.
بنابراین، دکترای علوم در آمریکای شمالی معادل دانشگاهی ندارد، زیرا یک مدرک فوق دکترا است.
شایستگی (درجه علمی) آلمان و تا حدودی habilitation à diriger des recherches (تحصیلات تکمیلی) با آن قابل مقایسه هستند، همان‌طور که دکترای عالی بریتانیا (مثلاً دکترای علوم) نیز با آن قابل مقایسه هستند، اگرچه مورد آخر برای پیشرفت شغلی الزامی نیست. به‌طور متوسط، تنها ۱۰ درصد از کاندیداها در نهایت مدرک دکترا دریافت می‌کنند. اگرچه برخی از محققان با استعداد استثنایی در ریاضیات در اواخر دهه ۲۰ زندگی خود دکترای علوم می‌گیرند، میانگین سن محققانی که در اکثر رشته‌ها به دکترا می‌رسند حدود ۵۰ سال است که نشان دهنده سهم قابل توجه مورد نیاز برای دستیابی به این مدرک است.
طبق گفته وزارت آموزش و علوم فدراسیون روسیه، «در کشورهایی که سیستم دو مرحله‌ای مدرک دکترا دارند، مدرک دکتر ناوک باید برای به رسمیت شناختن در سطح مدرک دکترای دوم در نظر گرفته شود. در کشورهایی که فقط یک مدرک دکترا دارند، مدرک دکتر ناوک باید برای به رسمیت شناختن معادل این مدرک در نظر گرفته شود.»
طبق دستورالعمل‌های منتشر شده توسط آکادمی علوم روسیه:
طبق طبقه‌بندی استاندارد بین‌المللی آموزش، برای اهداف آمار آموزشی بین‌المللی:
1. از دکترای فلسفه تا دکترای علوم در فلسفه،
2. دکترای ادبیات؛ دکترای ادبیات تا دکترای علوم در ادبیات،
3. دکترای علوم طبیعی، دکترای علوم طبیعی
4. دکترای حقوق (LL.D.)؛ دکترای علوم قضایی (D.Sci.J.) تا دکترای علوم حقوقی.